# Hildegard Boucsein
Hildegard Boucsein (* 31. Dezember 1952 in Düsseldorf) ist eine deutsche ehemalige politische Beamtin (CDU). Sie war von 1991 bis 1996 Staatssekretärin für Bundes- und Europaangelegenheiten, von 1996 bis 1999 Bevollmächtigte des Landes Berlin beim Bund im Amt einer Staatssekretärin und von 2000 bis 2001 Europabeauftragte des Landes Berlin im Amt einer Staatssekretärin in der Berliner Senatskanzlei.

## Leben

### Ausbildung
Hildegard Boucsein besuchte von 1963 bis 1973 das Städtischen Goethe-Gymnasium in Düsseldorf und erlangte 1971 das Abitur. Anschließend studierte sie von 1971 bis 1972 Philosophie, Amerikanistik, Geschichte und Pädagogik an der Universität Düsseldorf und 1974 Government/History an der Texas Christian University, Fort Worth, Texas. Sie legte 1976 die Erste Philologische Staatsprüfung. Mit einer Arbeit über „John Stuart Mill und die Idee der Solidarität – ein Beitrag zum liberalen Wertverständnis“ wurde sie 1983 in Frankfurt am Main zum Dr. phil. promoviert.
Während des Studiums war sie von 1973 bis 1977 Mitglied des Studentenparlaments sowie verschiedener Hochschulkommissionen und Mitherausgeberin einer Studentenzeitschrift. Sie schrieb über Themen der Hochschul- und Bildungspolitik.

### Werdegang
Boucsein arbeitete von 1977 bis 1980 als wissenschaftliche Assistentin des Bundestagsabgeordneten Reinhard Metz im Deutschen Bundestag und von 1982 bis 1984 als wissenschaftliche Assistentin des Fraktionsvorsitzenden der Berliner CDU im Abgeordnetenhaus von Berlin, Eberhard Diepgen. Mit der Wahl Diepgens 1984 zum Regierenden Bürgermeister von Berlin zog sie als Leiterin des Persönlichen Büros mit ihm in die Senatskanzlei ein. Sie leitete das Büro bis zum Ende seiner Amtszeit 1989. Sodann war sie von 1989 bis 1991 Vizedirektorin des Aspen Institute Berlin.
Nach der erneuten Wahl Diepgens kehrte sie in die Senatskanzlei zurück und war von 1991 bis 1996 Staatssekretärin für Bundes- und Europaangelegenheiten, von 1996 bis 1999 Bevollmächtigte des Landes Berlin beim Bund im Amt einer Staatssekretärin und von 2000 bis 2001 Europabeauftragte des Landes Berlin im Amt einer Staatssekretärin.

### Mitgliedschaften
- 1985 Fellow des German Marshall Fund of the United States
- 1986 Mitglied der Aspen Berlin Study Group on U.S.-German Relations
- 1992 Mitglied Internationaler Beirat Russian Science Foundation Moskau
- 1993 Mitglied International Advisory Board Texas A & M University
- 1997 Mitglied der Aspen Transatlantic Study Group
- 1999 Vorstandsmitglied der Checkpoint Charlie Stiftung
- Vorstandsmitglied der RIAS Kommission und der RIAS Stiftung
- Vorstandsmitglied der Shepard-Stone-Stiftung[4]
- Mitglied der Christlich Demokratischen Union Deutschlands